# Cação-listrado
O cação-listrado (Triakis scyllium) é uma espécie de tubarão da família Triakidae, comum no noroeste do Oceano Pacífico, do extremo sul do Extremo Oriente Russo até Taiwan. Encontrado na zona demersal ou próximo a ela, prefere habitats costeiros rasos com fundos arenosos ou vegetados e também entra em água salobra. Este tubarão atinge 1,5 m de comprimento. Possui um focinho curto e arredondado, com barbatanas geralmente estreitas; as barbatanas peitorais são largas e triangulares, e a margem posterior da primeira barbatana dorsal é quase vertical. Sua coloração é cinza no dorso e mais clara na face ventral; tubarões jovens apresentam selas e pontos escuros, que desvanecem com a idade.
Noturno e majoritariamente solitário, o cação-listrado alimenta-se de invertebrados bentônicos e peixes ósseos. É ovovivíparo, com os embriões em desenvolvimento sustentados por vitelo. Após o acasalamento no verão, as fêmeas têm até 42 filhotes após um período de gestação de 9 a 12 meses. O cação-listrado não representa perigo para humanos e adapta-se bem ao cativeiro. É capturado como fauna acompanhante no Japão, Taiwan e provavelmente em outras áreas de sua distribuição; pode ser consumido, mas não é tão valorizado quanto espécies relacionadas. Como a pesca não parece ter reduzido sua população, a União Internacional para a Conservação da Natureza (IUCN) classificou-o como ameaçado.

## Taxonomia
A primeira descrição científica do cação-listrado foi feita pelos biólogos alemães Johannes Peter Müller e Friedrich Gustav Jakob Henle, com base em um espécime seco do Japão, em sua obra de 1838–41, Systematische Beschreibung der Plagiostomen. Eles atribuíram o epíteto específico scyllium, derivado do grego antigo skylion ("tubarão-cachorro"), e classificaram-no no gênero Triakis. Dentro do gênero, ele é colocado no subgênero Triakis, junto com o tubarão-leopardo (T. (Triakis) semifasciata).

## Distribuição e habitat
Nativo do noroeste do Oceano Pacífico, o cação-listrado ocorre do extremo sul do Extremo Oriente Russo até Taiwan, incluindo Japão, Coreia e leste da China; registros nas Filipinas são questionáveis. Este tubarão comum, bentônico, é encontrado em plataformas continentais e insulares, geralmente próximo à costa, mas também a profundidades de até 150 metros. Frequenta áreas arenosas e leitos de macroalgas e capim-marinho do gênero Zostera; além disso, tolera água salobra e entra em estuários e baías.

## Descrição

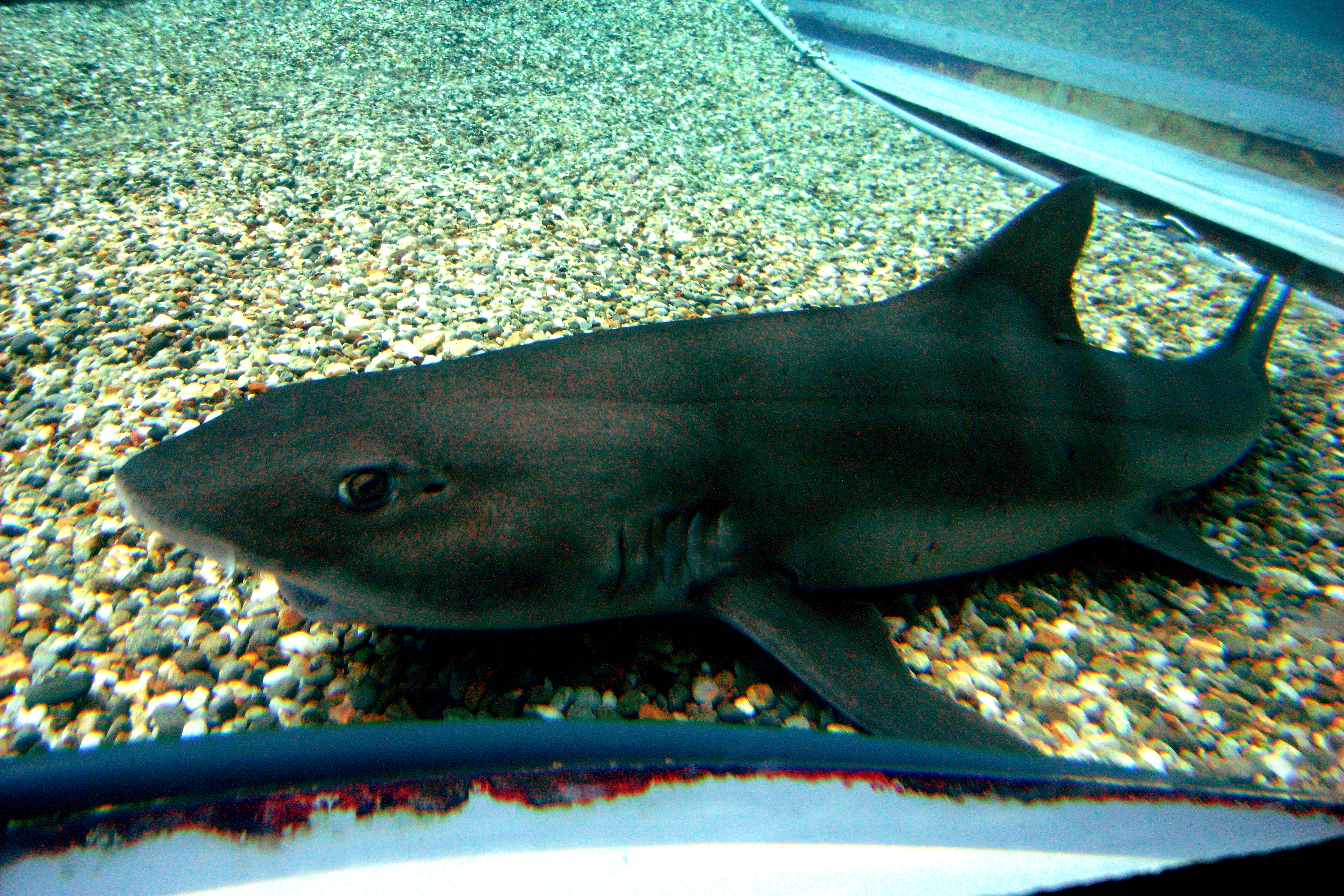
As marcações do cação-listrado tornam-se indistintas com a idade.

O cação-listrado é uma espécie de corpo moderadamente esguio, crescendo até 1,5 m de comprimento. O focinho é curto, largo e arredondado; as narinas, bem separadas, são precedidas por uma aba de pele que não alcança a boca. Os olhos ovais horizontais estão posicionados no topo da cabeça, equipados com membranas nictitantes rudimentares (terceiras pálpebras protetoras) e com cristas proeminentes abaixo. A boca forma um arco curto e largo, com sulcos longos nos cantos que se estendem a ambas as mandíbulas. Cada dente possui uma cúspide central afiada, de vertical a oblíqua, flanqueada por cúspides menores. Há cinco pares de fendas branquiais.
A maioria das barbatanas é relativamente estreita; em adultos, as barbatanas peitorais são largas e aproximadamente triangulares. A primeira barbatana dorsal, moderadamente alta, está posicionada a meio caminho entre as barbatanas peitorais e pélvicas, com a margem posterior quase vertical próximo ao ápice. A segunda barbatana dorsal tem cerca de três quartos da altura da primeira e é maior que a barbatana anal. A barbatana caudal possui um lobo inferior bem desenvolvido e uma incisura ventral proeminente perto da ponta do lobo superior; em tubarões jovens, o lobo inferior da barbatana caudal é menos distinto. A espécie é cinza no dorso, com selas escuras e pontos pretos espalhados que desvanecem com a idade; a face ventral é esbranquiçada.

## Biologia e ecologia

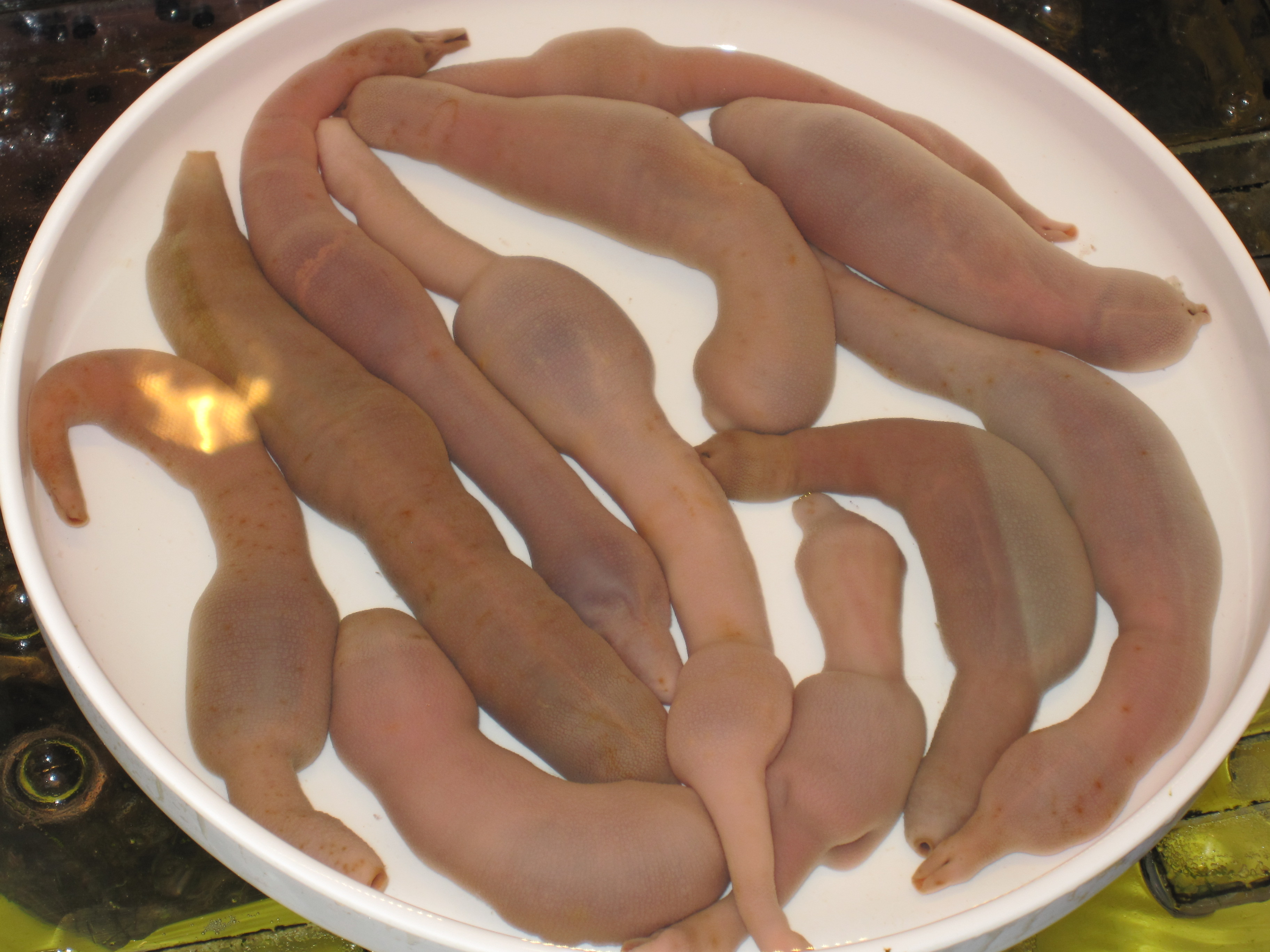
Os equiúros são uma importante fonte de alimento para cações-listrados pequenos.

O cação-listrado é noturno e geralmente solitário, embora vários indivíduos possam descansar juntos, às vezes empilhados uns sobre os outros dentro de uma caverna. Alimenta-se principalmente de crustáceos (como camarão, caranguejos, caranguejo-eremitas e tamarutacas), cefalópodes (incluindo polvos) e equiúros; poliquetas, tunicados, vermes da classe Sipuncula e pequenos peixes ósseos bentônicos (como Pleuronectiformes, carangídeos, cienídeos e peixes das famílias Congridae e Haemulidae) são consumidos ocasionalmente. Camarões e equiúros são presas importantes para tubarões de até 70 cm; cefalópodes predominam na dieta de tubarões maiores.
O acasalamento ocorre durante o verão, com o macho nadando paralelo à fêmea e segurando sua barbatana peitoral com os dentes; assim fixado, ele gira a porção distal de seu corpo para inserir um único clásper na cloaca dela para a cópula. O cação-listrado é ovovivíparo, com os embriões sustentados pelo vitelo até o nascimento. As fêmeas têm ninhadas de 9 a 26 filhotes após um período de gestação de 9 a 12 meses, embora ninhadas de até 42 filhotes tenham sido registradas.
Em 2016, no Aquário de Uozu [en], no Japão, dois filhotes nasceram em um tanque com apenas fêmeas, e a partenogênese foi confirmada.
Os recém-nascidos medem 18–20 cm de comprimento. Os machos atingem a maturidade sexual entre 5 e 6 anos, com 93–106 cm cm de comprimento, e vivem até 15 anos. As fêmeas amadurecem entre 6 e 7 anos, com 106–107 cm, e vivem até 18 anos. Parasitas conhecidos incluem as tênias Callitetrarhynchus gracilis, Onchobothrium triacis e Phyllobothrium serratum, a sanguessuga Stibarobdella macrothela, e os copépodes Achtheinus impenderus, Caligus punctatus, Kroyeria triakos e Pseudopandarus scyllii.

## Interações com humanos

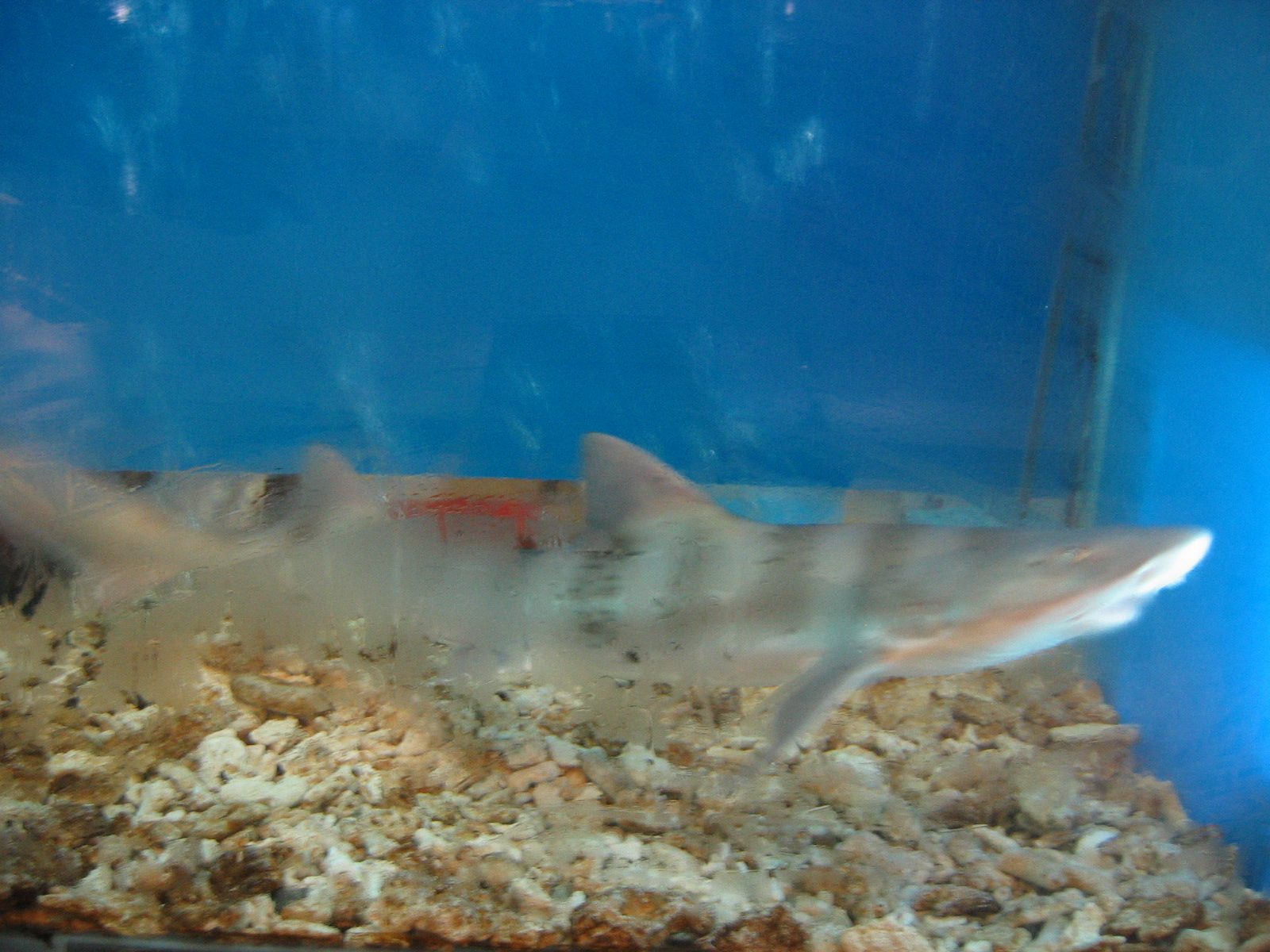
Cação-listrado vivo em exibição em um restaurante na China.

Inofensivo aos humanos, o cação-listrado é frequentemente exibido em aquários públicos na China e no Japão, e reproduziu-se em cativeiro. Indivíduos sobreviveram em cativeiro por mais de cinco anos. Esta espécie é frequentemente capturada como fauna acompanhante no Japão em redes de emalhar e redes de pesca; a carne é ocasionalmente vendida, mas é considerada de qualidade inferior à de outros tubarões da família Triakidae da região. É capturado em menor quantidade em Taiwan e provavelmente também pescado na Coreia e norte da China. No Japão, pode ser encontrado em áreas rochosas que oferecem refúgio contra a pressão pesqueira.